# 大塚良子
大塚 良子（おおつか りょうこ、1979年（昭和54年）11月23日 - ）は、日本のテレビタレント、女優。
東京都町田市出身。テレビのバラエティー番組、『ワンダフル』（TBS）に、1998年（平成10年）から第2期ワンギャルのひとりとしてレギュラー出演した。その後は、テレビドラマや映画などに、女優として出演。
芸能事務所は、2001年（平成13年）から2007年（平成19年）まで、株式会社サムデイ（東京都港区）に所属していた。
2011年からMARK STYLERのファッションブランド「The Dayz tokyo」のプロデューサーを務めるが、同ブランドは2017年に休止となった。
2015年に写真家の小浪次郎と結婚、小浪良子となる。2018年現在は夫婦でNY在住。

## 出演履歴

### TV（ドラマ）
- 『はるちゃん6』第35・36話
- 警視庁女性捜査班
- 『お義母さんといっしょ』

### TV（バラエティー）
- 『ワンダフル』(TBS)
- 『クイズ　ヘキサゴン』(CX)
- 『やくちゃんのただいま拳闘中!』（フジテレビ739）

### CM
- 『バイク王』